# Distrikt Atico
Der Distrikt Atico liegt in der Provinz Caravelí in der Region Arequipa im Südwesten von Peru. Der Distrikt wurde am 9. Dezember 1897 gegründet. Er besitzt eine Fläche von 3094 km². Beim Zensus 2017 wurden 5753 Einwohner gezählt. Im Jahr 1993 lag die Einwohnerzahl bei 3618, im Jahr 2007 bei 4164. Sitz der Distriktverwaltung ist die Küstenstadt La Florida (auch als Atico bezeichnet) mit 4844 Einwohnern. La Florida liegt etwa 58 km
südsüdwestlich der Provinzhauptstadt Caravelí.

## Geographische Lage
Der Distrikt Atico liegt im äußersten Südosten der Provinz Caravelí. Das Gebiet ist fast vollständig Wüste. Der Río Atico durchquert den Distrikt in südlicher Richtung und mündet schließlich ins Meer. Die Nationalstraße 1S (Panamericana) verläuft entlang der Meeresküste. Von La Florida führt eine Straße in nördlicher Richtung nach Caravelí.
Der Distrikt Atico grenzt im Westen an den Distrikt Chaparra, im Nordwesten an den Distrikt Quicacha, im äußersten Norden an den Distrikt Cahuacho, im Nordosten an den Distrikt Caravelí sowie im Osten an die Distrikte Mariano Nicolás Valcárcel und Ocoña (beide in der Provinz Camaná).